# Giuseppe Maria Gioacchino Cambini
Giuseppe Maria Gioacchino Cambini (ook (maar niet juist): Giovanni Giuseppe-Maria Cambini) (Livorno, Italië, 13 februari 1746 – Bicêtre bij Parijs, 29 december 1825) was een Italiaanse componist en dirigent.

## Levensloop
In zijn jeugd kreeg hij muziekles van een Maestro Polli en later van Padre Martini in Bologna - die ook les had gegeven aan Wolfgang Amadeus Mozart - en van Joseph Haydn. Uit de Biographie Universelle des Musiciens et bibliographie générale de la musique (Parijs, 1873, pp. 162–164) van François-Joseph Fétis is gebleken, dat hij rond 1767 een reis naar Napels maakte en daar zijn debuut als violist maakte. Het werk, dat hij uitgevoerd heeft, is niet gedocumenteerd. In een andere romantische kroniek staat geschreven, dat op de terugreis Cambini al zijn financieel vermogen kwijtraakte nadat zijn schip door piraten werd gekaapt. Een rijke Venetiaanse koopman heeft hem dan in Spanje vrijgekocht.
In 1773 ging hij naar Parijs waar hij in mei 1773 op het Concert Spirituel concerteerde.
In november 1773 publiceerde hij zijn Zes kwartetten voor strijkers, op. 1. Nadat een van zijn symfonieën werd opgevoerd op de Concert Spirituel, was hij een heel gevraagd componist en werden zijn werken al gepubliceerd onmiddellijk nadat de laatste noot was neergeschreven
Hij was een snelschrijver en zo telde men in 1800 meer dan 600 gepubliceerde werken onder de naam van Cambini. Al zijn instrumentale werken werden geprogrammeerd op het Concert Spirituel en het Concert des Amateurs, en dat bracht hem grote populariteit, bijzonder in de Franse muziekkringen.
Hij was componist voor het Koninklijk orkest, in 1788 werd hij muziekdirecteur van het Théâtre des Beaujolais en toen dit 1791 gesloten werd, ging hij tot 1794 naar het Théâtre des Louvois.
Gedurende de Franse Revolutie schreef hij naast zijn opera's patriottische hymnen en liederen voor de revolutie, symfonieën en kamermuziek.
Hij gaf vioolles, privé-lessen zang en compositie, omdat hij geen geschikte job vond en geen gelegenheid kreeg om de privé-concerten in de Parijse palasten van de koopman Armand Séguin te geven, en voortdurende financiële problemen had.
Na 1800 ging het spoedig bergaf met zijn creatieve impulsen. Hij werkte als muziekcriticus voor de Allgemeine Musikalische Zeitung van 1803 tot 1805 en voor het Parijse magazine Les tablettes de Polymnie van 1810 tot 1811.
Ook over de toedracht van zijn dood zijn twee verschillende versies bekend: De eerste versie is dat hij op 29 december 1825 in een psychiatrische kliniek in Bicêtre bij Parijs overleed en de tweede versie is, dat hij naar Nederland vertrok en daar in 1818 overleed.

## Composities

### Werken voor orkest
- Concerto in si bemol Maggiore (Bes groot) voor klavecimbel en orkest, op. 15 no. 1
- Concerto in sol majeur (G groot) voor klavecimbel en orkest, op. 15 no. 3
- Sinfonia concertante No. 3 en sol majeur (G groot)
- Sinfonia concertante No. 5 en si bémol majeur (Bes groot) voor hobo, fagot en orkest
- Sinfonia concertante No. 12 en do mineur (c klein) voor twee violen en orkest
- Sinfonia concertante in re maggiore (D groot) voor fluit, twee violen en orkest
- Sinfonie in D voor orkest
- Sinfonia in mi minore a grande orchestra (e klein)
- Sinfonia in fa maggiore a grande orchestra (F groot)

### Werken voor harmonieorkest
- 1794 Le pas de charge républicain voor gemengd koor (SSATB) en harmonieorkest
- 1794 Hymne pour l'usage des fètes décadaires voor zang en harmonieorkest
- 1794 Hymne pour le suprême intelligence voor zang, orgel en harmonieorkest
- 1794 Ode pour la victoire voor zang en harmonieorkest
- 1794 Hymne pour la victoire voor zang en harmonieorkest
- 1794 Ode sur les deux jeunes héros Bara et Viala, voor tenor, bariton, gemengd koor en harmonieorkest
- 1794 Hymne pour le Virtue voor zang en harmonieorkest
- 1794 Hymne pour la liberté voor zang en harmonieorkest
- Hymne pour l'Egalité voor zang en harmonieorkest
- Les rois, les grands, les prêtres, voor tenor, gemengd koor en harmonieorkest
- Ode pour les victoires voor zang en harmonieorkest

### Toneelwerken

#### Opera's
| Voltooid in | titel                                                                 | aktes                        | première                                                                                     | libretto                                  |
| ----------- | --------------------------------------------------------------------- | ---------------------------- | -------------------------------------------------------------------------------------------- | ----------------------------------------- |
| 1776        | Rose et Carloman                                                      | 3 aktes                      | 24 april 1776, Parijs, Comédie-Italienne                                                     | Alphonse Ducongé Dubreuil, «Rose d'amour» |
| 1784        | La Statue                                                             | 2 aktes                      | 2 augustus 1784, Parijs, Hôtel de Montalembert                                               | Marc-René de Montalembert                 |
| 1785-1786   | La Bergère de qualité                                                 | 3 aktes                      | 24 januari 1786, Parijs, Hôtel de Montalembert                                               | Marc-René de Montalembert                 |
| 1788        | Le Tuteur avare                                                       | 3 aktes                      | 1 maart 1788 Parijs, Théâtre des Beaujolais                                                  | Jean-Louis Gabiot de Salins               |
| 1788        | La Croisée                                                            | 2 aktes                      | 26 april 1788 Parijs, Théâtre des Beaujolais                                                 |                                           |
| 1788        | Colas et Colette                                                      | 1 akte                       | 20 juni 1788, Parijs, Théâtre des Beaujolais                                                 |                                           |
| 1788        | Le Bon Père                                                           | 1 akte                       | 18 oktober 1788, Parijs, Théâtre des Beaujolais                                              | J.-F. Le Pitre                            |
| 1789        | La Prêtresse du soleil; ook bekend als Cora ou La Prêtresse du soleil | 3 aktes                      | 26 maart 1789, Parijs, Théâtre des Beaujolais                                                | Jean-Louis Gabiot de Salins               |
| 1790        | La Revanche ou Les Deux Frères                                        | 3 aktes                      | 12 juli 1790, Parijs, Théâtre des Beaujolais                                                 | Paul Ulric Dubuisson                      |
| 1790        | Adèle et Edwin                                                        | 3 aktes; rev. versie: 1 akte | 1790, Parijs, Théâtre des Beaujolais; rev. versie: 19 augustus 1791, Parijs, Théâtre Louvois |                                           |
| 1791        | Nantilde et Dagobert                                                  | 3 aktes                      | 1 oktober 1791, Parijs, Théâtre Louvois                                                      | Pierre-Antoine-Augustine de Piis          |
| 1793        | Les Trois Gascons                                                     | 1 akte                       | 1 juli 1793, Parijs, Théâtre des Amis de la Patrie = Théâtre Louvois                         | van de componist naar N. Boindin          |
| 1798        | Encore un tuteur dupé                                                 | 1 akte                       | 22 februari 1798, Parijs, Théâtre Montansier                                                 | Pierre-J.-A. Roussel                      |

#### Balletten
| Voltooid in | titel      | aktes   | première                                            | libretto                         | choreografie |
| ----------- | ---------- | ------- | --------------------------------------------------- | -------------------------------- | ------------ |
| 1776        | Les Romans | 3 aktes | 2 augustus 1776, Parijs, Académie royale de musique | Louis-Charles-Michel de Bonneval |              |

### Kamermuziek
- 1776 Six quatuors concertants voor twee violen, altviool en cello, op. 3
- Six duos - (Zes duo's) voor twee fluiten, op. 11
  1. D groot
  2. G groot
  3. A groot
  4. G groot
  5. C groot
  6. D groot
- Six duos d’airs choisis dialogués et variés voor twee violen
- Six duos pour deux violins
- Six Sonatas - (Zes sonates) voor fluit en cello (of fagot)
- Six Nouveaux Quatuors (Zes (nieuwe) kwartetten) voor strijkers
  1. en re bémol majeur (Des groot)
  2. en fa majeur (F groot)
  3. en si bémol mineur (bes klein)
  4. en ré majeur (D groot)
  5. en sol majeur (G groot)
  6. en do majeur (C groot)
- Quintetto per fiati - Blazerskwintet No. 1 B groot voor fluit, hobo, klarinet, fagot en hoorn, op. 4 no. 1 - (Partituur) (PDF hier)
  1. Allegro maestoso
  2. Larghetto cantabile
  3. Rondo - Allegretto grazioso
- Quintetto per fiati - Blazerskwintet No. 2 d klein voor fluit, hobo, klarinet, fagot en hoorn, op. 4 no. 2 - (Partituur) (PDF hier)
  1. Allegro espressivo
  2. Larghetto sostenuto ma con moto
  3. Presto ma non tanto
- Quintetto per fiati - Blazerkwintet No. 3 F groot voor fluit, hobo, klarinet, fagot en hoorn, op. 4 No. 3 - (Partituur)
  1. Allegro maestoso
  2. Larghetto sostenuto
  3. Rondo - Allegro con brio
- Trois Quintette à vent - (Drie kwintetten voor blazers) fluit, hobo, klarinet, fagot en hoorn, op. 8
  1. Sol maggiore (G groot)
  2. Do maggiore (C groot)
  3. Si bemolle maggiore (Bes groot)
- Trois Quintette à vent - (Drie kwintetten voor blazers) fluit, hobo klarinet, fagot en hoorn, op. 9
  1. Es groot
  2. F groot
  3. A groot
- 2e kwintet in D groot voor twee violen, altviool en twee celli
- 3e kwintet in F groot voor twee violen, altviool en twee celli
- 4e kwintet in c klein voor twee violen, altviool en twee celli
- 5e kwintet in G groot voor twee violen, altviool en twee celli
- 7e kwintet in Bes groot voor twee violen, altviool en twee celli
- 15e kwintet in b klein voor twee violen, altviool en twee celli
- 23e kwintet in G groot voor twee violen, altviool en twee celli
- 35e kwintet in B groot voor twee violen, altviool en twee celli
- 50e kwintet in E groot voor twee violen, altviool en twee celli
- Sei Quintetti per flauto, oboe, violino, viola e violoncello - (Zes kwintetten voor fluit, hobo, viool, altviool en cello)
- Sei Trii concertanti - (Zes trio's concertante) voor fluit, viool en altviool, op. 26 no. 1 - no. 6
  1. D groot
  2. C groot
  3. Es groot
  4. G groot
  5. C groot
  6. D groot
- Sei Trii (Zes trio's) voor fluit, hobo en fagot, op. 45 no. 1 - no. 6
- Trio voor twee fluiten en cello, op.3-6
- Trios voor twee violen en cello, op. 15

### Werken voor orgel
- 1796 Préludes et points d’orgue dans tous les tons[2]